# Wat Chaiyo

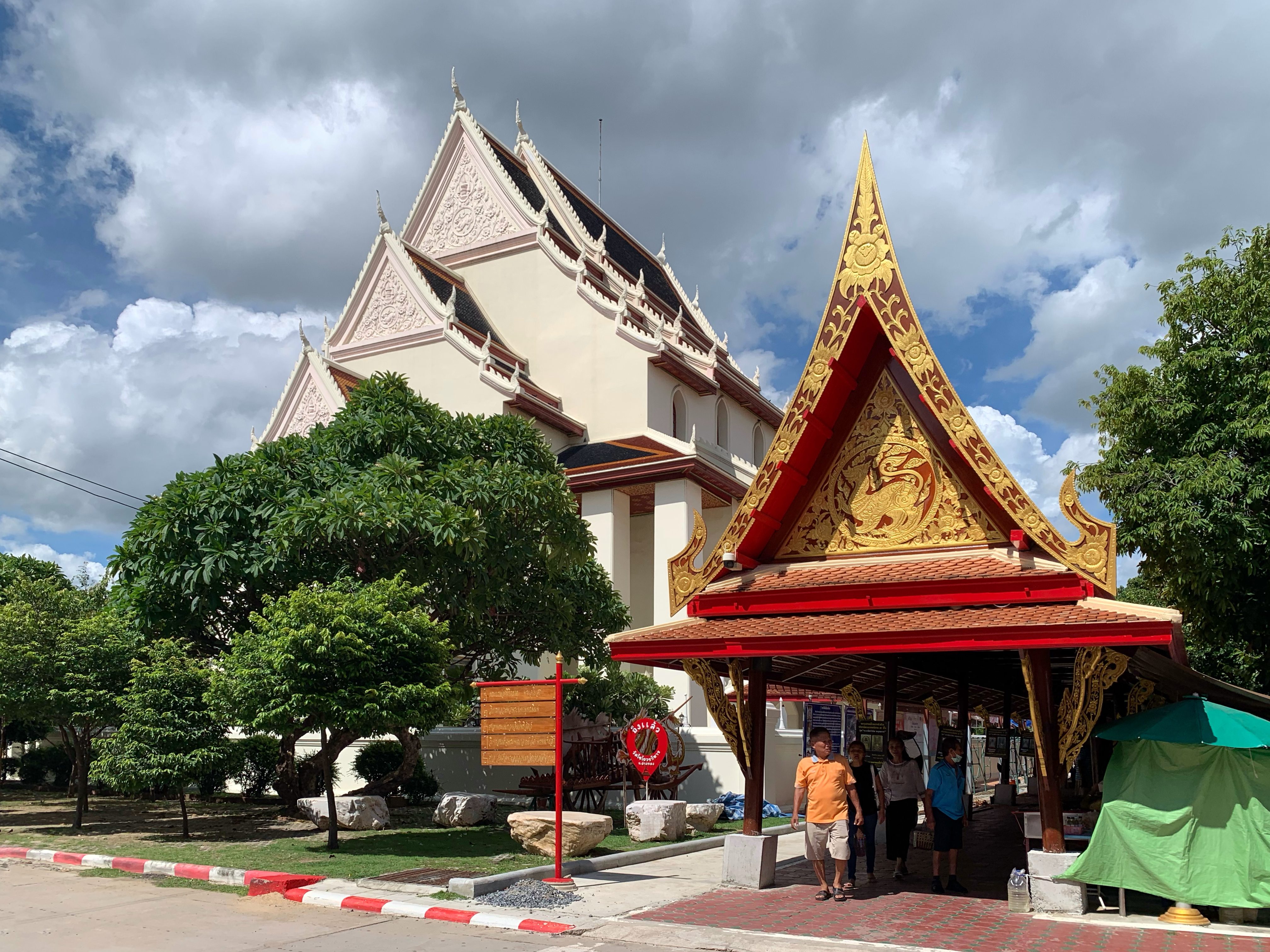
Der Wat Chaiyo

Der Wat Chaiyo Worawihan (thailändisch วัดไชโยวรวิหาร, auch Wat Ket Chaiyo) ist eine buddhistische Tempelanlage (Wat) im Landkreis (Amphoe) Chaiyo der Provinz Ang Thong. Die Provinz Ang Thong liegt in Zentralthailand.
Wat Chaiyo Worawihan ist ein königlicher Tempel zweiter Klasse.

## Lage
Der Wat Chaiyo Woraviharn liegt etwa 18 Kilometer nördlich der Provinzhauptstadt Ang Thong am westlichen Ufer des Mae Nam Chao Phraya. Die Fernstraße 309 Richtung Singburi führt in der Nähe vorbei.

## Baugeschichte
Ursprünglich als kleiner gewöhnlicher Tempel während der Zeit des Königreiches Ayutthaya angelegt, ist der Wat Chaiyo Woraviharn seit der Zeit des Königs Mongkut (Rama IV., reg. 1851–1868) berühmt wegen des sitzenden Buddhas, der lokal sehr verehrt wurde. Es wurde auf Initiative von Somdet Phra Phutthachan, einem hochgeachteten Mönch aus dem Wat Rakhang Khositaram in Thonburi, aus weißem Zement angefertigt.
König Mongkut kam auf einer Reise hierher, um dem Buddha seinen Respekt zu erweisen und ließ anschließend den Tempel renovieren. Doch kam es während der Ausbesserungsarbeiten zu baulichen Problemen, so dass die Statue zusammenfiel. König Chulalongkorn (Rama V., reg. 1868–1910) ließ daraufhin 1887 eine neue sitzende Figur anfertigen, die nach der Statue im Wat Kalayanamit gestaltet wurde.

## Sehenswürdigkeiten
Sehenswert ist die sitzende Buddha-Statue aus der Rattanakosin-Periode, die in Meditationshaltung gestaltet ist. Der Statue wurde vom König Chulalongkorn der Name Phra Mahaphutthaphim (Thai: พระมหาพุทธพิมพ์) verliehen und misst von Knie zu Knie 16,10 Meter und ist 22,65 Meter hoch. Nachdem die Statue ihren Platz eingenommen hatte, baute man einen sehr ansehnlichen Wihan um das Buddha-Bildnis. Heute ist diese Statue in Ang Thong und den umliegenden Provinzen sehr verehrt.
Der vor dem Viharn befindliche Ubosot wurde ebenfalls in sehr schönem Thai-Stil errichtet und steht am Ufer des Mae Nam Chao Phraya. Innen sind von Malern aus der Zeit König Chulalongkorns Wandmalereien aus dem Leben Buddhas angebracht worden.

## Erwähnenswertes
Manche buddhistischen Tempel haben besondere, mehr oder weniger begehrte Amulette hergestellt oder tun dies noch heute. Die Amulette aus dem Wat Chaiyo werden „Somdet Wat Chaiyo“ genannt und sind ebenso begehrt wie schwer zu finden.